# Gioco

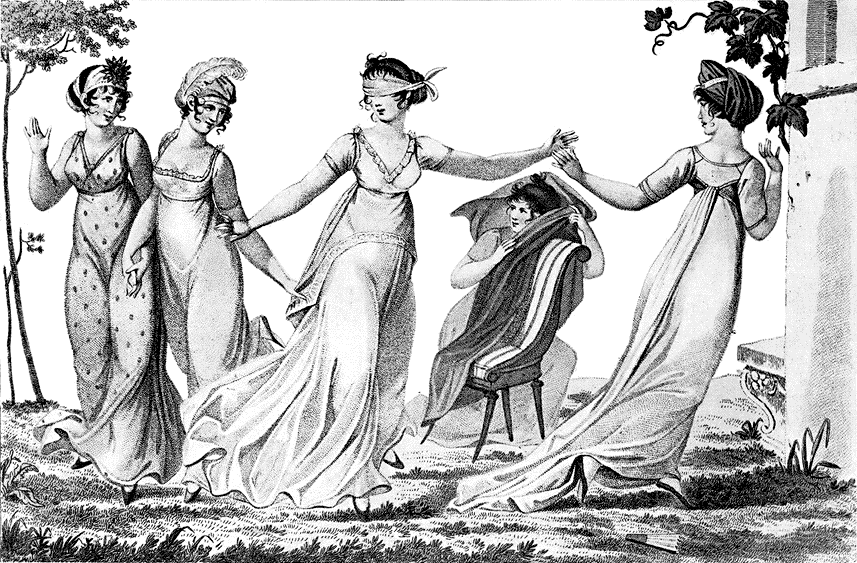
Una partita di mosca cieca

Il gioco è un'attività volontaria e intrinsecamente motivata, svolta a scopo ricreativo.
La definizione di gioco non è universale in quanto in molte lingue il termine o non esiste o fa riferimento ad attività più circoscritte specifiche non generico.
Nella lingua italiana, la parola "gioco" viene anche impiegata in modo più specifico, riferendosi ad attività ricreative di tipo competitivo, e caratterizzate da obiettivi e regole rigorosamente definite (come nel caso dei giochi di società o dei giochi da tavolo). 
Dal punto di vista sociologico, il gioco è visto come un momento di incontro e socializzazione.

## Filosofia
Nell'antichità, Aristotele accostò il gioco alla gioia e alla virtù, distinguendolo dalle attività praticate per necessità.
Immanuel Kant definì il gioco un'attività che produce piacere, classificabile in gioco di fortuna, gioco di arte e musicale, gioco di pensieri.
Nemmeno la natura è priva di manifestazioni di giochi, quali le sovrabbondanze, le superfluità; Friedrich Schiller riconobbe in questo fenomeno la manifestazione del gioco estetico. Inoltre affidò al gioco la funzione di tramite per raggiungere la libertà e l'espressione della fantasia.
Nell'opera Homo ludens (1938) il filosofo olandese Johan Huizinga concentra la sua attenzione sul gioco come complesso sistema culturale: « [...] ciò non significa che il gioco muta o si converte in cultura, ma piuttosto che la cultura, nelle sue fasi originarie, porta il carattere di un gioco; viene rappresentata in forme e stati d'animo ludici: in tale "dualità-unità" di cultura e gioco, gioco è il fatto primario, oggettivo, percepibile, determinabile concretamente; mentre la cultura non è che la qualifica applicata dal nostro giudizio storico dato al caso.»
Gregory Bateson, invece, individua l'essenza del gioco nel suo essere metalinguaggio: dato che i giochi sono qualcosa che "non è quello che sembra", perché un'attività ludica sia veramente tale ogni giocatore deve poter affermare: "Questo è un gioco", cioè ci deve essere la consapevolezza che l'azione è fittizia e che "meta-comunica" questa sua finzione. La metacomunicazione, quindi, per Bateson serve per rivelare la natura del "come se" del gioco, e la sua creazione di un mondo irreale in cui azioni fittizie simulano azioni reali.

## Psicologia
La psicologia ha visto nel gioco il protagonista dello sviluppo psicologico e soprattutto della personalità del bambino.
Il primo ad occuparsene fu Sigmund Freud, che rintracciò nei giochi del maschio, il tentativo di imitare il padre e ricoprirne il suo ruolo, mentre con i suoi giochi la femmina cerca di attuare quell'autorità che le viene negata. Freud segnalerà l'attivazione, durante i giochi dei bambini, del processo di identificazione. Il gioco è in grado di aiutare i bambini a superare le loro paure, perché gli consente di trasferire l'oggetto del timore su un altro oggetto, familiare e quindi non pericoloso.
Per molto tempo si sono contrapposte sull'argomento due teorie praticamente opposte: quella del "post-esercizio" di Harvey A. Carr, per cui l'attività ludica servirebbe a ottimizzare una nuova dinamica comportamentale, e quella del "pre-esercizio" di Karl Groos, che vede il gioco come momento propedeutico alla vita adulta.
Queste due teorie sono state armonizzate da Jean Piaget, che riconosce al gioco una funzione centrale nello sviluppo di una sfera cognitiva personale e della personalità.
Un ulteriore affinamento dell'interpretazione dell'attività ludica viene dallo psicologo russo Lev Vygotskij, che considera il gioco anche come forza attiva per l'evoluzione affettiva ed umana del ragazzo, non solo cognitiva come in Piaget.
Vygotskji critica anche le visioni del gioco come attività non finalistica e non produttiva, in quanto, seppur atto totalmente gratuito, costituisce un eccezionale elemento di crescita e di definizione della struttura di personalità in tutti i suoi aspetti.

## Sociologia
Per quanto riguarda la prospettiva sociologica, Roger Caillois definisce l'attività del gioco come:
- Libera: il giocatore non può essere obbligato a partecipare;
- Separata: entro limiti di spazio e di tempo;
- Incerta: lo svolgimento e il risultato non possono essere decisi a priori;
- Improduttiva: non crea né beni, né ricchezze, né altri elementi di novità;
- Regolata: con regole che sospendono le leggi ordinarie;
- Fittizia: consapevole della sua irrealtà.

Sempre Caillois propone una classificazione dei giochi in base a quattro categorie:
- Giochi di competizione (agon): in genere, tutte le competizioni, sia sportive che mentali
- Giochi di azzardo (alea): tutti i giochi dove il fattore primario è la fortuna
- Giochi di simulacro (mimicry): i cosiddetti "giochi di ruolo" dove si diventa "altro"
- Giochi di vertigine (ilinx): tutti quei giochi in cui si gioca a provocare noi stessi

Sulla base di queste classificazioni, Caillois costruisce una sociologia che parte dai giochi in quanto "segni" profondamente connotati, sintesi dalle caratteristiche delle diverse concezioni del mondo delle società in cui sono in uso.

## Tipi di giochi
- Enigmistica
- Gioco astratto
- Gioco d'azzardo
- Gioco da tavolo
- Gioco di carte
- Gioco di comitato
- Gioco di costruzione
- Gioco di logica
- Gioco di parole
- Gioco di realtà interattiva
- Gioco di ruolo
- Gioco di ruolo dal vivo
- Gioco di strategia
- Gioco motorio
- Gioco simbolico
- Giochi scolastici
- Giochi di strada
- Giochi per bambini
- Videogioco
- Wargame

## Gioco infantile

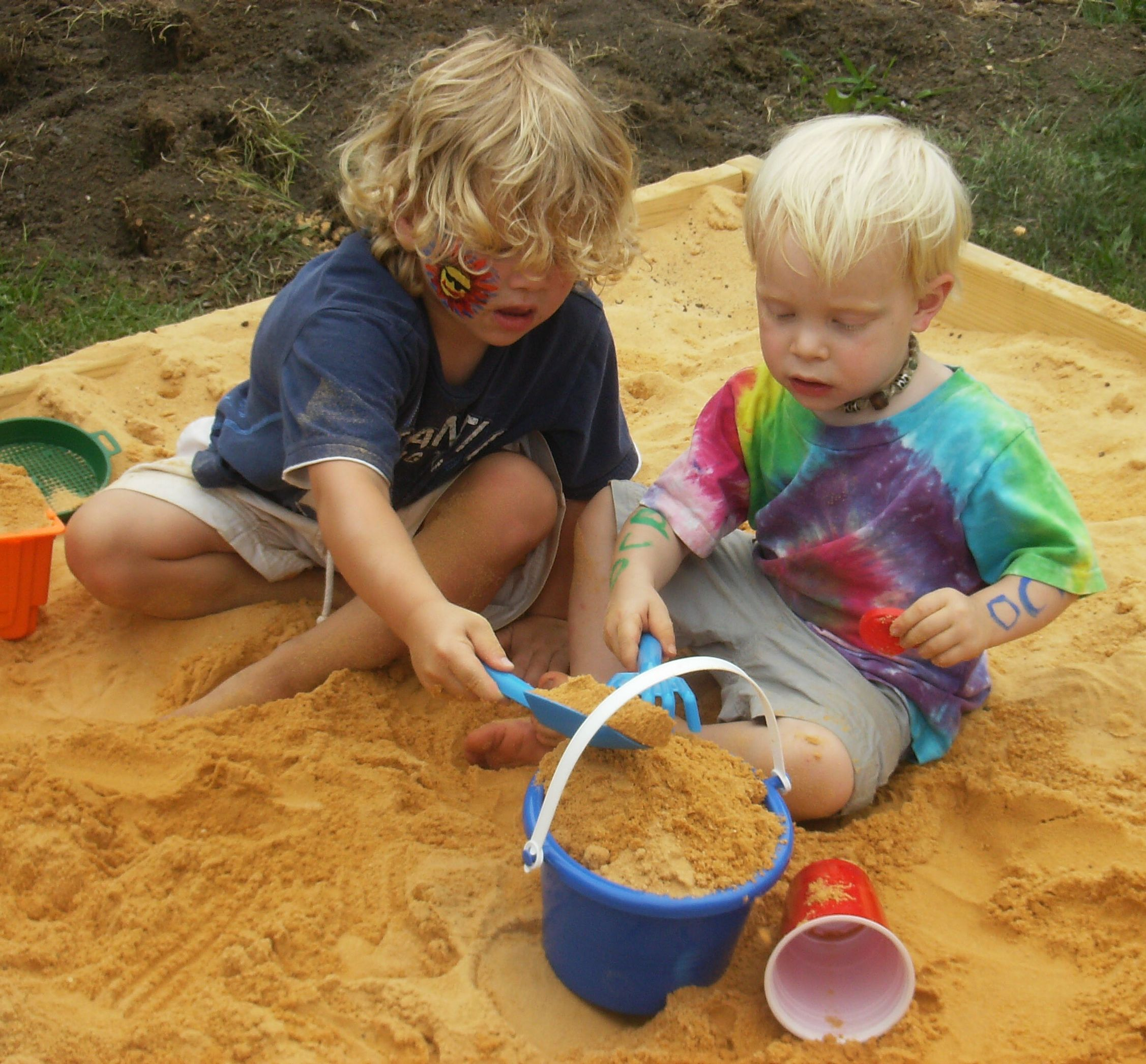
Bambini in fase di gioco in una sabbiera

Il concetto di gioco si è nel corso dei secoli trasformato. In ambito pedagogico è divenuto importante e fondamentale oggetto di studio. Il gioco è diventato lo strumento principale che accompagna la crescita e lo sviluppo del bambino. Il normale sviluppo delle capacità umane, così come la normale crescita degli animali superiori, è strettamente collegato alla quantità e alla qualità dei giochi che questi hanno la possibilità di attuare durante il loro sviluppo. Per tale motivo l'essere umano, che si trova sul più alto gradino della scala evolutiva, gioca molto anche da adulto, giacché anche l'adulto ha bisogno di momenti di evasione, rilassamento, scambio, confronto, arricchimento.
Durante l'età evolutiva il gioco svolge svariate funzioni di tipo motorio, intellettivo, sociale, emotivo, affettivo. In particolare il gioco permette al bambino di allenare la mente e il corpo, sviluppare la fantasia, controllare l'emotività. Giocando s'impara a socializzare e comunicare in maniera efficace e adeguata sia con i coetanei, sia con gli adulti. Il gioco permette, inoltre, lo scambio immediato di cultura, informazioni e strategie tra le vecchie generazioni e le nuove. Non sono da trascurare. Infine gli effetti terapeutici del gioco nelle tante occasioni nelle quali il bambino per motivi vari presenta disturbi psicologici più o meno gravi.
Gli strumenti del gioco sono tanto più efficaci quanto più sono semplici e scarsamente strutturati. Pertanto oggetti semplici come matite e fogli di carta, ma anche oggetti e sostanze naturali come mattoncini, pezzi di legno, pietre, sabbia, fango, acqua, sono notevolmente più adeguati e utili nel costruire dei giochi e, quindi, nell'aiutare lo sviluppo del bambino, rispetto a strumenti complessi e sofisticati.

### Tipi di giochi infantili
Il bambino utilizza giochi spesso appositamente realizzati per l'infanzia.

#### Per oggetto
- Giochi senso-motori o giochi–esercizio: mirano a sviluppare le capacità motorie e sensoriali del bambino. Sono attuati già nelle prime settimane di vita da entrambi i genitori. Successivamente continuano a essere utilizzati in maniera autonoma, con la compagnia dei coetanei o con l'aiuto di adulti.

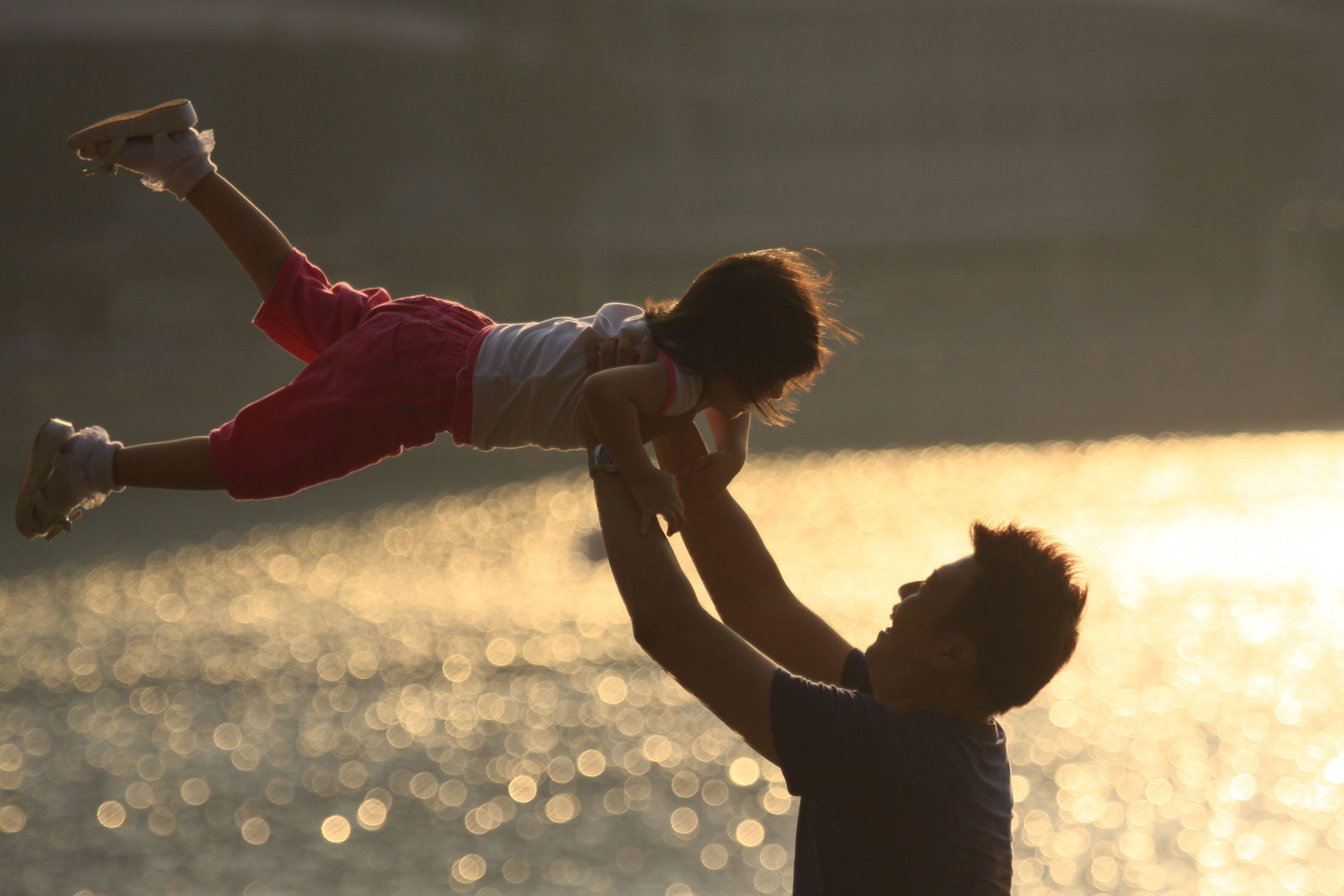
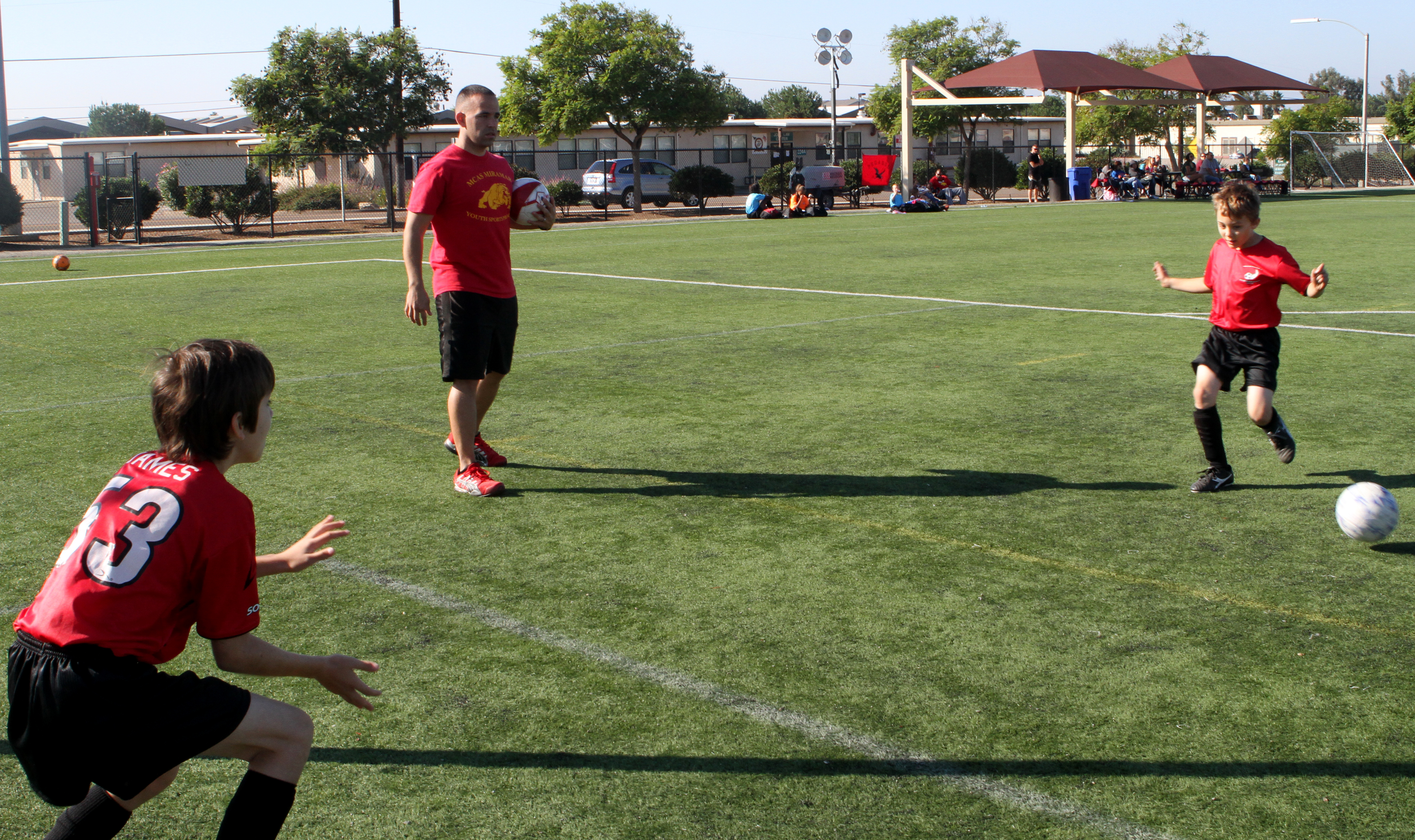
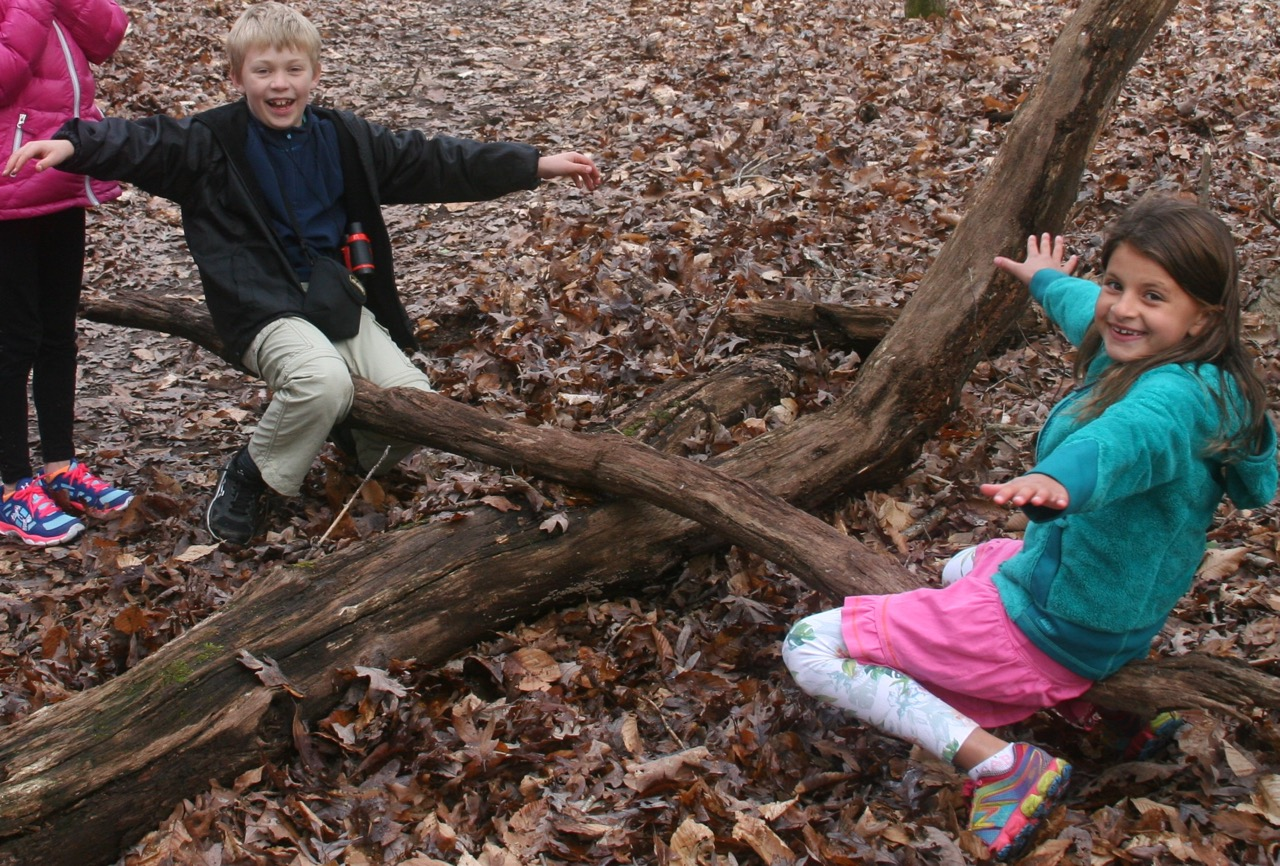
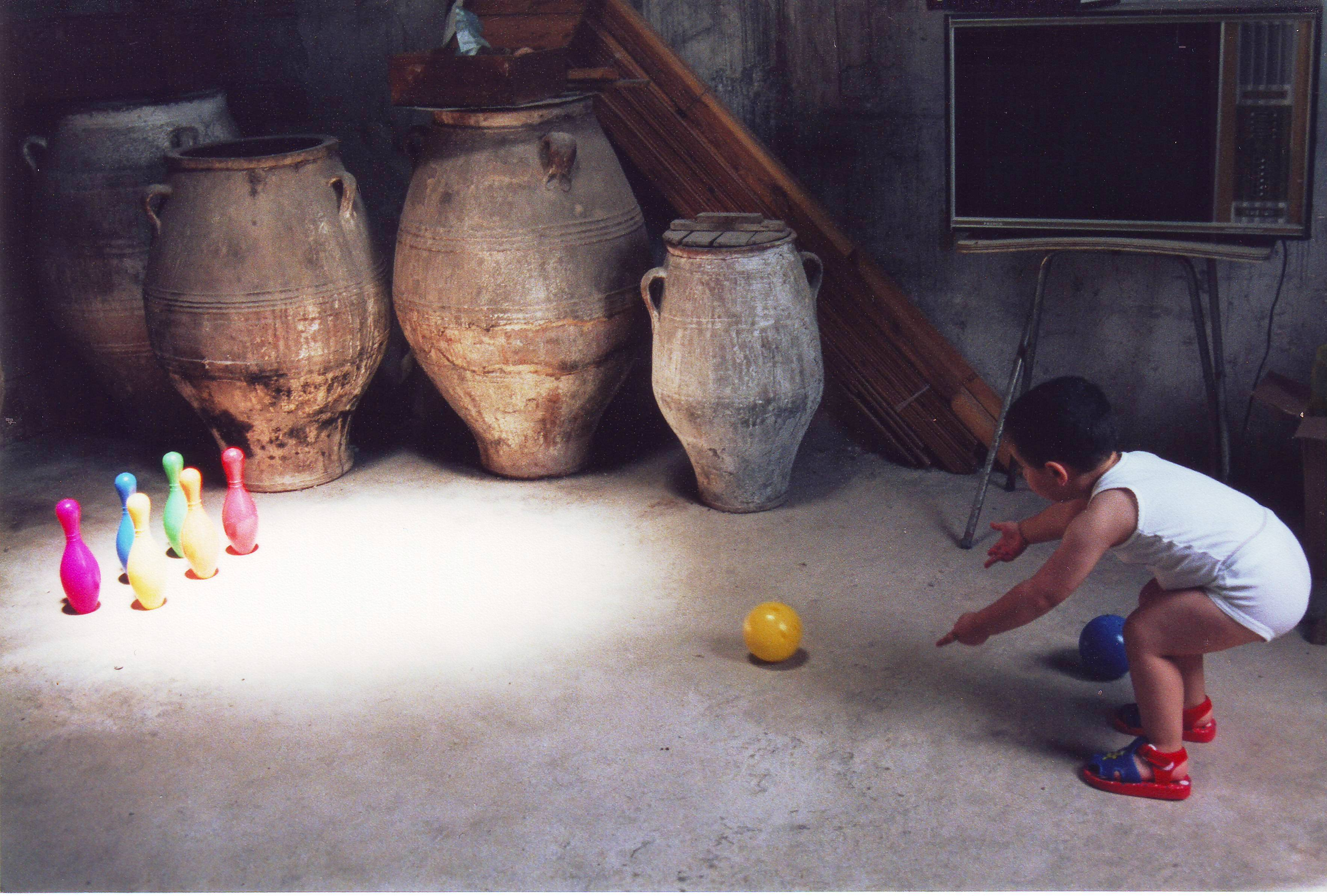
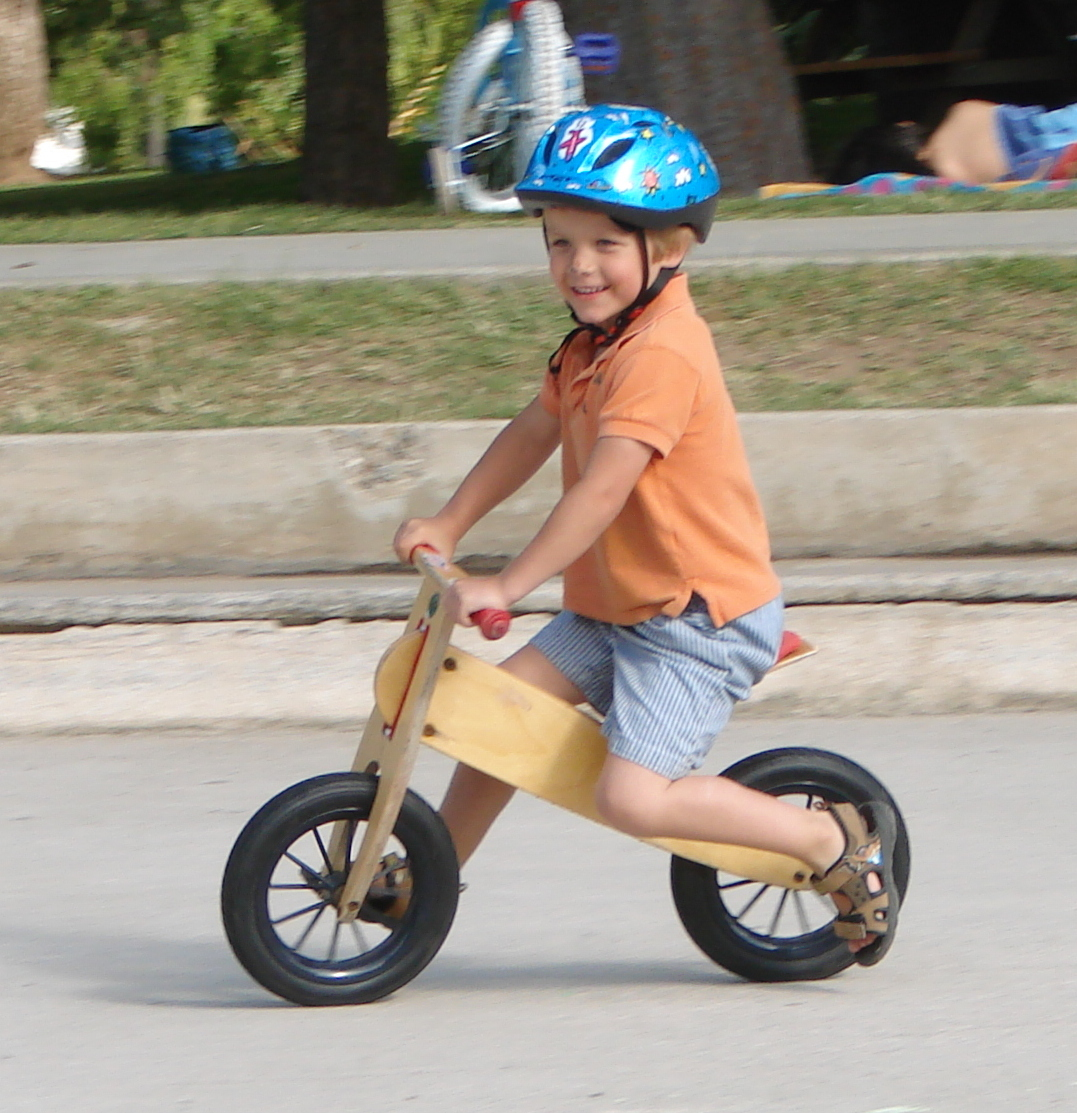

- Giochi di costruzione: in questi giochi il bambino è stimolato a costruire degli oggetti che hanno delle particolari funzioni: un treno, un aereo, una barchetta, una casetta, un fucile, una spada e così via.

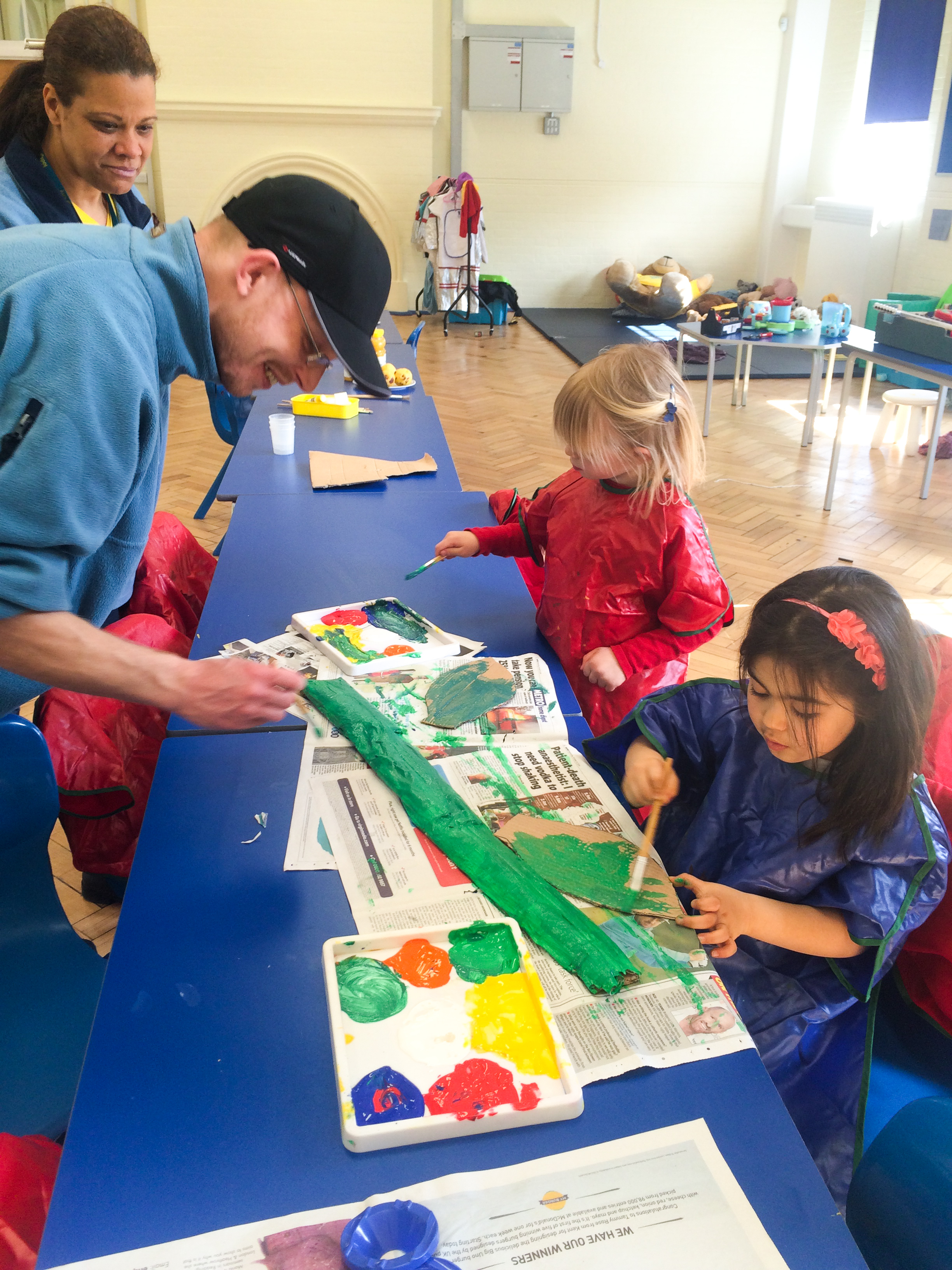
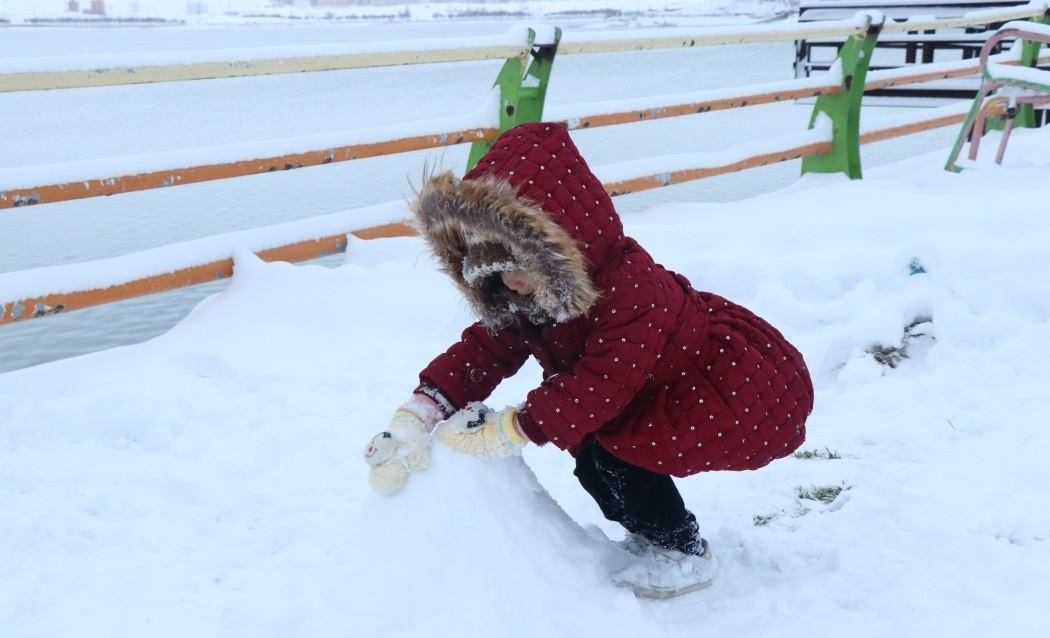
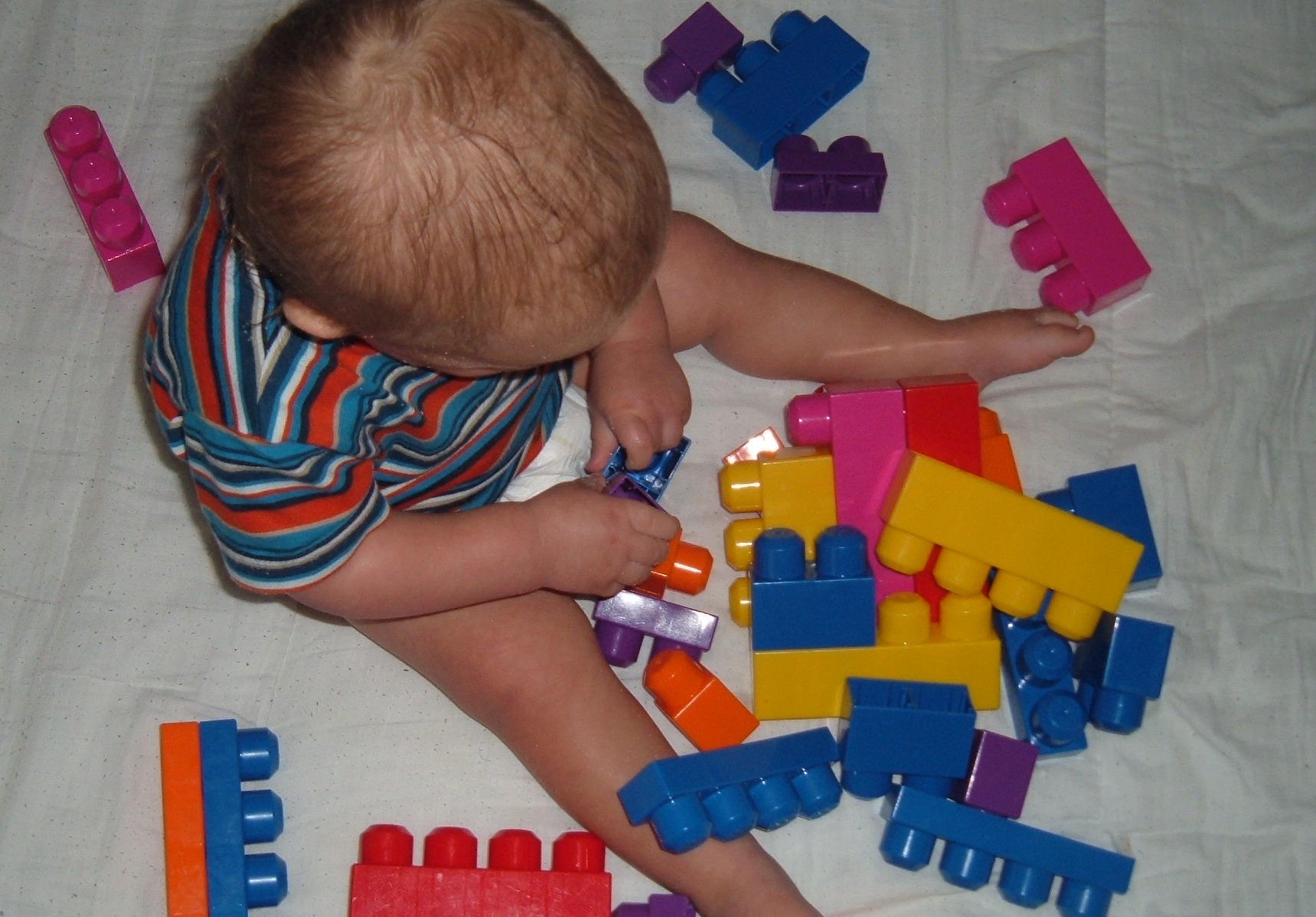
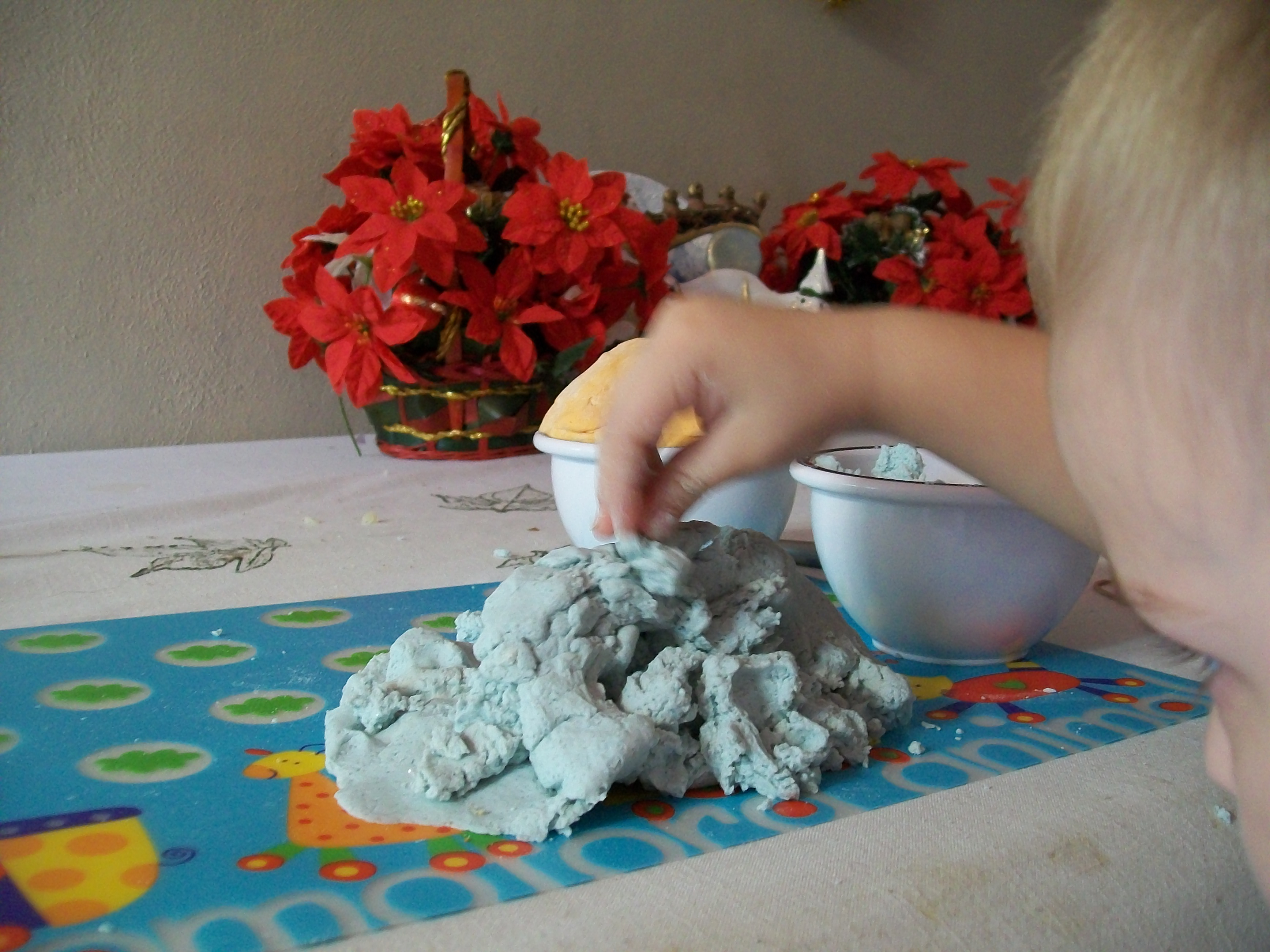

- Giochi di abilità: durante questi giochi i bambini mettono a confronto la propria forza muscolare, l'abilità motoria, le capacità linguistiche, culturali o di memoria, la tenuta della loro attenzione, con quelle degli altri coetanei.

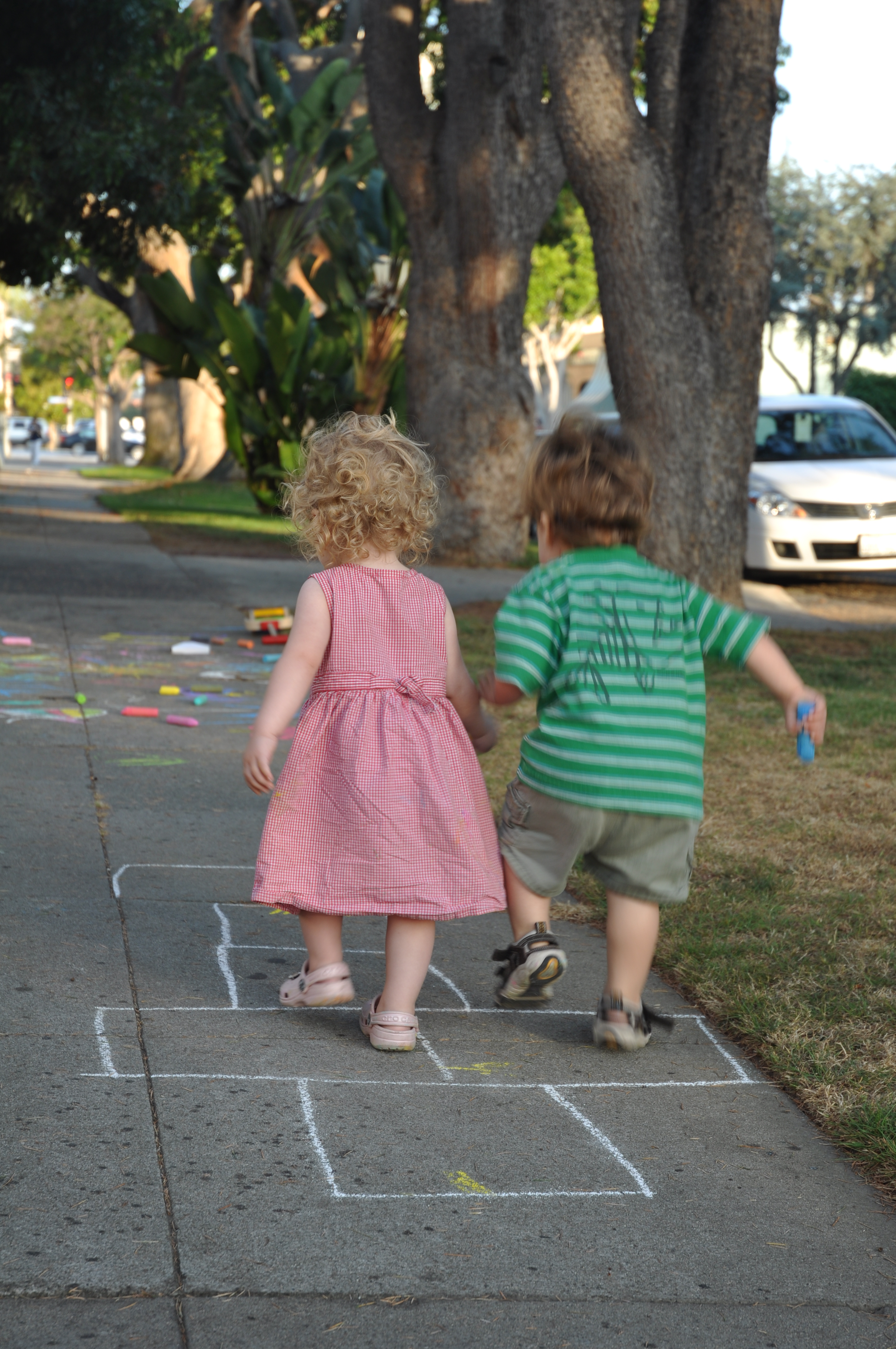
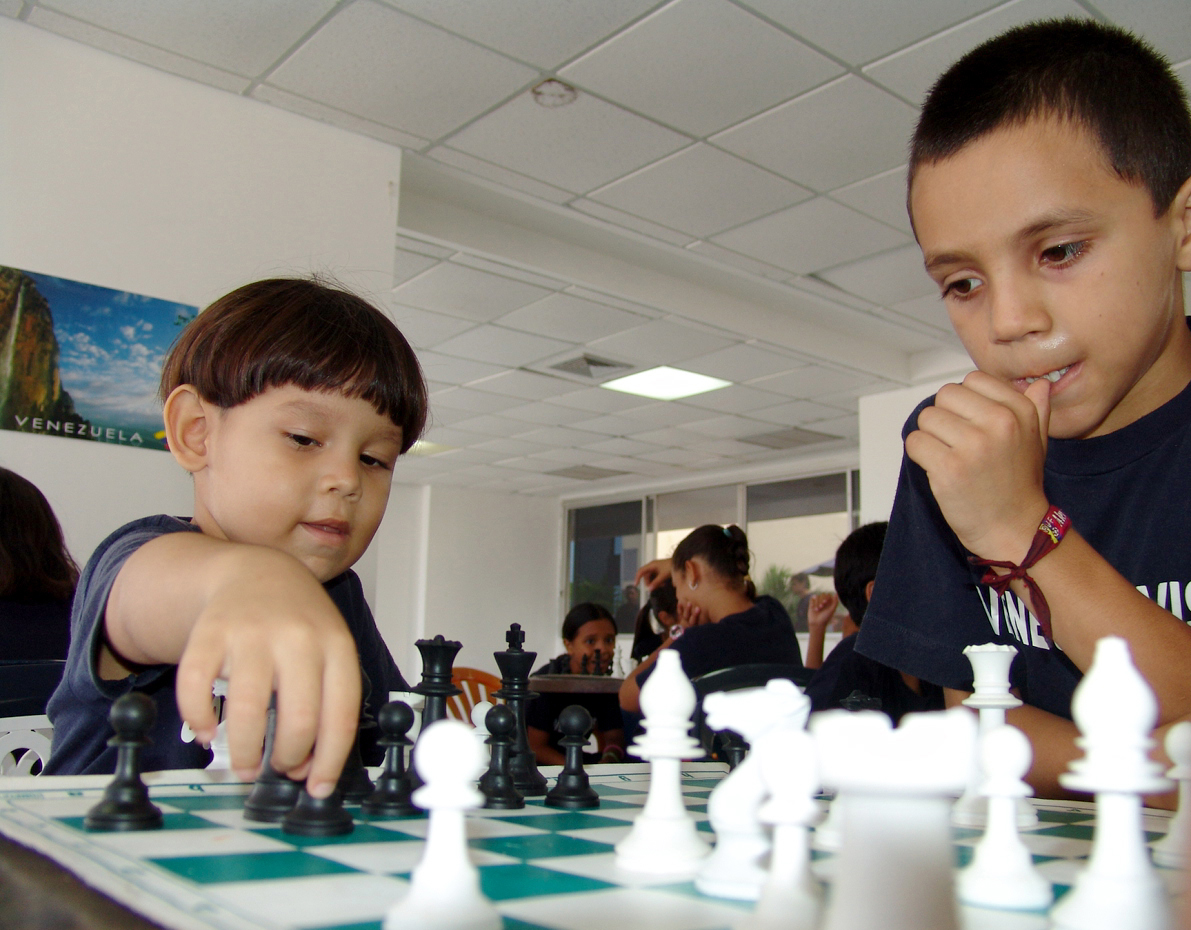

- Giochi imitativi: in questi giochi i bambini imitano i genitori, gli adulti o i compagni più grandi imitando le loro attività come lavare, stirare, spolverare, cucinare, accudire a un bambino piccolo ma anche insegnare, costruire, guidare, aggiustare ecc.
- Giochi rappresentativi: in questi i bambini cercano di rappresentare, da soli o con l'aiuto di qualche coetaneo, quanto hanno visto nella loro quotidiana vita di ogni giorno. I bambini possono giocare a rappresentare la scena di un film, un personaggio televisivo o dei fumetti, ma anche il comportamento e l'atteggiamento dei genitori e degli insegnanti.
- Giochi compensativi: questi sono molto utili per affrontare e risolvere problematiche psicologiche legate alle proprie fragilità o alla scarsa autostima.
- Giochi funzionali: mediante questi giochi il bambino riesce ad affrontare e poi a liberarsi di esperienze traumatiche, penose o inquietanti, rappresentandole in una situazione ben controllata.
- Giochi immaginativi: utilizzando questi giochi il bambino costruisce con la propria fantasia ma anche con l'aiuto delle idee dei compagni con i quali s'intrattiene, un mondo nel quale può liberamente dar sfogo ai suoi desideri, ai sogni e ai bisogni più profondi: di conforto, aiuto, sostegno. Mediante i giochi immaginativi può, inoltre, esprimere liberamente i suoi pensieri e i bisogni aggressivi e distruttivi.

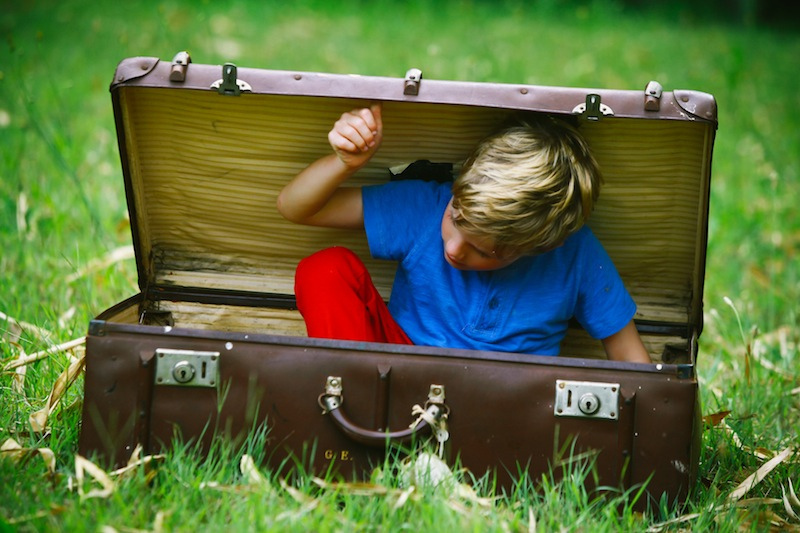
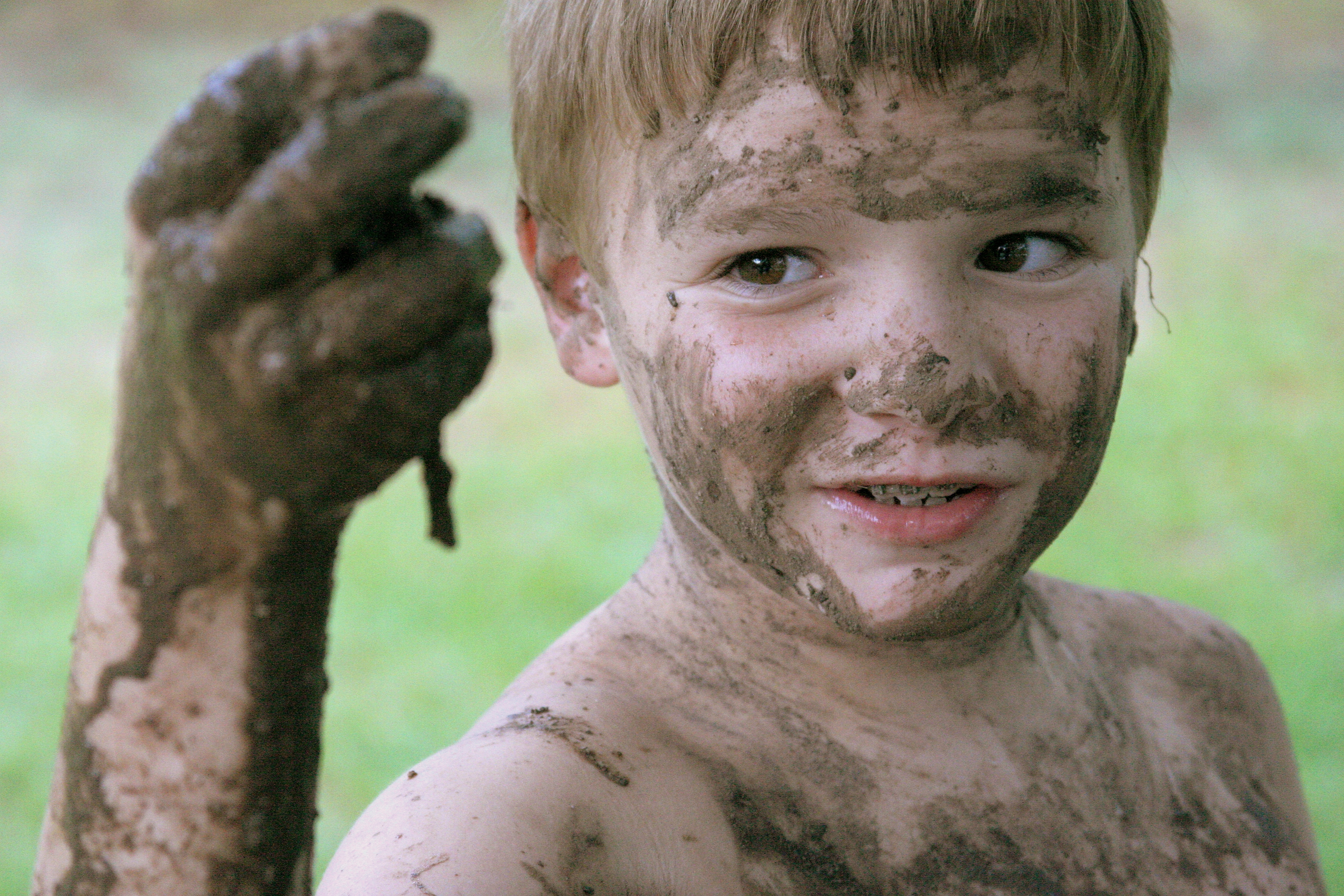

- Giochi di acquisizione: mediante questi giochi il bambino ha la possibilità di imparare nuovi e sconosciuti elementi culturali.

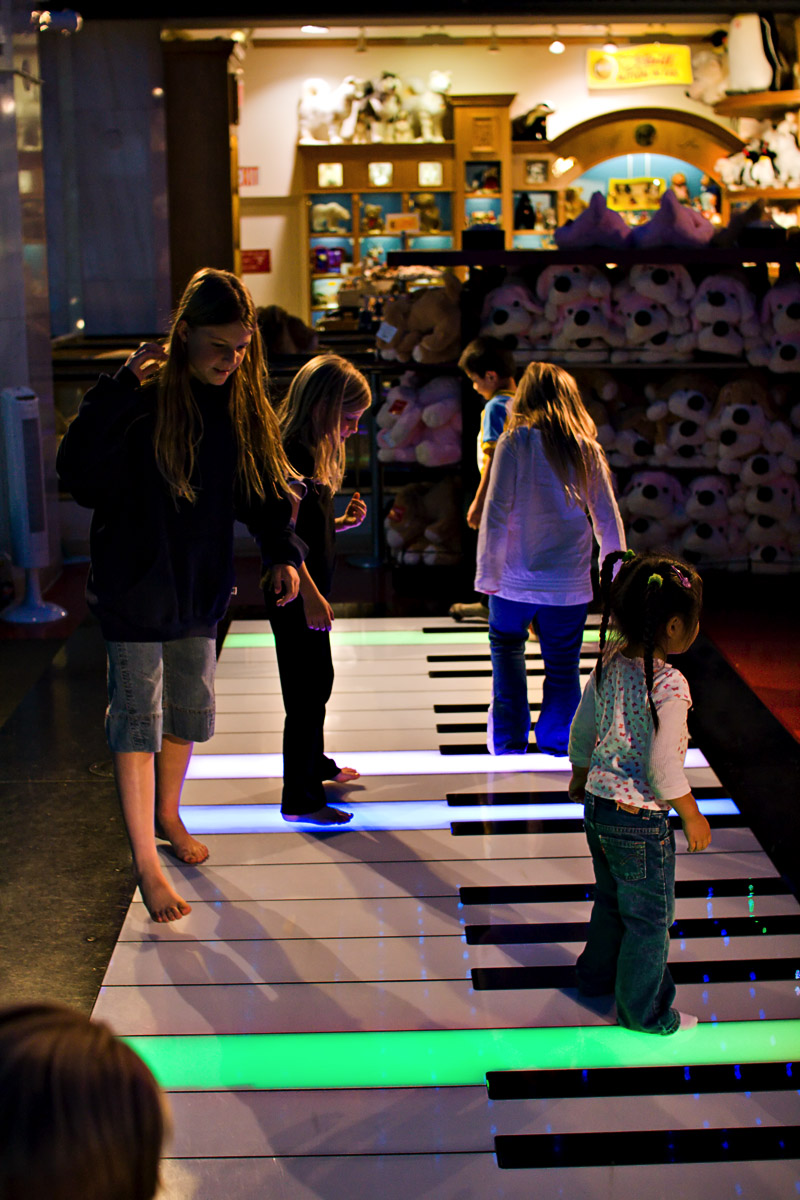

Nel giro di pochi minuti i bambini possono passare da un tipo di gioco a un altro, in base ai loro bisogni del momento. Questo meraviglia e stupisce gli adulti i quali, invece, tendono a utilizzare lo stesso gioco per un tempo molto superiore.

#### Per soggetto
Rispetto al soggetto dei giochi, essi possono essere:
- Solitari: sono attuati senza la compagnia di un altro. Questo non significa però che il bambino nel gioco solitario sia solo. In realtà, molto spesso egli, mediante la sua fantasia e la sua creatività, ha davanti o accanto a sé uno o più amici ma anche persone, animali e altre realtà immaginarie, le quali svolgono svariate funzioni. A volte queste persone o animali immaginari hanno lo scopo di aiutare e collaborare con il piccolo, altre volte gli permettano di portare avanti un dialogo intenso, in alcuni casi aggredendo, contrastando o limitando il bambino gli permettono di manifestare la sua rabbia, la sua aggressività e i suoi bisogni di difesa della propria personalità e della propria autonomia. I giochi solitari possono essere indice di qualche patologia solo se il bambino tende a utilizzarli in maniera eccessiva, senza che siano alternati a dei giochi liberi effettuati con i coetanei.
- Guidati: sono quelli più amati e più valorizzati dagli adulti, anche se obbiettivamente non sono i più utili. In questi giochi uno o più adulti: genitori, insegnanti, educatori o altri, secondo degli obiettivi specifici, preparano, organizzano e poi propongono e attuano uno o più giochi che essi ritengono importanti per lo sviluppo intellettivo, morale o sociale del bambino. Il limite di questi giochi è che non sempre l'adulto riesce a comprendere i bisogni più profondi e veri di un minore in un determinato momento. Pertanto vi è il rischio di proporre attività poco utili o addirittura controproducenti, rispetto alle necessità del piccolo in quel periodo della sua vita o in quella determinata situazione emotiva.
- Liberi: In questi i bambini sono completamente liberi di organizzare e condurre il gioco o i giochi desiderati in quel momento senza alcuna interferenza da parte degli adulti. Pertanto sono essi che scelgono il compagno o gli amici con i quali giocare, il tipo di gioco, gli strumenti da utilizzare. I bambini, inoltre, sono liberi di stabilire loro stessi le regole dei giochi ma anche quando e come terminarli. In questo caso gli adulti hanno solo la funzione di dare ai bambini il tempo e gli spazi necessari per organizzare e condurre i giochi. La libertà di scelta è però condizionata dai bisogni reciproci, per cui il bambino impara ad accettare, rispettare e a tenere nella giusta considerazione le idee, le proposte e i bisogni dei compagnetti e ciò è fondamentale per lo sviluppo delle capacità sociali.

Purtroppo la possibilità di effettuare questo tipo di giochi, soprattutto nelle grandi città, è oggi molto scarsa, a causa di molte condizioni negative: mancanza di spazi idonei, aumento delle ansie e paure genitoriali, eccessiva valenza data allo studio e alla scuola, calo delle nascite, uso eccessivo degli strumenti elettronici, scarsa presenza dei genitori in casa e nella vita quotidiana dei figli e così via.
Dice A. Oliverio Ferraris:
(A. O. Ferraris)
Questo tipo di giochi è prezioso e augurabile per i bambini normali o con lievi turbe psicologiche ma non è possibile per i bambini i quali presentano problematiche psicologiche di una certa rilevanza. In questi casi questi bambini particolari, non riuscendo a modellarsi sui bisogni e le necessità dei coetanei rischiano di subire continue frustrazioni, che, a loro volta, fanno peggiorare la loro condizione psicologica.
- Liberi e autogestiti: questi giochi sono completamente gestiti dal bambino che può, di volta in volta, scegliere il tipo di gioco, la sua durata, i giocattoli o gli strumenti da utilizzare, il luogo nel quale condurre l'attività, le parole o il silenzio con i quali accompagnare il gioco ecc. L'adulto che gli è vicino, il quale può essere un terapeuta, un genitore, un insegnante o un altro educatore, ha però un'importante funzione, che è quella di offrire una presenza amichevole, calda, affettuosa, vicina, accogliente, così da essere di aiuto, sostegno e supporto al bambino durante lo svolgimento della sua attività, qualunque essa sia. L’adulto eviterà pertanto di criticare quanto effettuato dal minore, anche se l’attività svolta da questi potrà a lui apparire ripetitiva, inutile, sciocca,  poco costruttiva o anche scarsamente educativa, come quando, ad esempio, il bambino ha bisogno di manifestare la sua aggressività verso taluni oggetti come le bambole e gli animali mordendoli o maltrattandoli pesantemente. Pertanto gli interventi dell’adulto dovranno essere limitati a evitare soltanto che si faccia veramente male o che faccia del male agli altri. Il vero leader del gioco resta sempre il bambino. In questo tipo di gioco terapeutico l’adulto eviterà anche di parlare o di gesticolare eccessivamente in modo tale da non guidare e indirizzare il bambino mediante le sue parole e i suoi gesti, lasciando a questi il più ampio spazio possibile nella comunicazione. Questi giochi si è visto essere molto utili nel caso di bambini affetti da disturbo autistico o che presentano importanti problematiche psicologiche con conseguenti gravi conseguenze sul piano dell’attenzione, dell'integrazione e della socializzazione[10] Questi giochi, in definitiva, permettono a questi bambini di migliorare il rapporto che essi hanno con i genitori e gli adulti in genere e questo permette loro di acquisire una maggiore sicurezza, serenità e fiducia in se stessi, nelle persone a loro care e negli altri.

Per quanto riguarda l'età, i giochi possono essere eseguiti con il gruppo dei pari o con bambini che hanno un'età maggiore o minore. Mentre il bambino normale preferisce giocare con i coetanei i bambini con disturbi psicologici a causa dei loro limiti preferiscono giocare con i bambini di età maggiore o minore, poiché i più grandi, quando riescono a instaurare un atteggiamento paterno o materno, sono più accettanti e comprensivi. Per il bambino disturbato è più facile giocare con i bambini più piccoli giacché questi, proprio perché più piccoli, hanno minori pretese e sono meno giudicanti.